# Кингстон (Мисури)
Кингстон (енгл. Kingston) град је у америчкој савезној држави Мисури.

## Демографија
По попису из 2010. године број становника је 348, што је 61 (21,3%) становника више него 2000. године.
| Група             | 2000.       | 2010.       |
| Белци             | 283 (98,6%) | 262 (75,3%) |
| Афроамериканци    | 1 (0,3%)    | 20 (5,7%)   |
| Азијати           | 0 (0,0%)    | 3 (0,9%)    |
| Хиспаноамериканци | 1 (0,3%)    | 61 (17,5%)  |
| Укупно            | 287         | 348         |